# Willy Bille
Willy Carl Bille (17. april 1889 på Frederiksberg – 21. september 1944 i København) var en dansk autodidakt maler. Han var søn af marinemaleren Vilhelm Bille og sønnesøn af marinemaleren Carl Bille. Han malte især maritime motiver, stilleben og landskaber – især scener fra København.
Willy Bille er begravet på Brønshøj Kirkegård.

## Livsforløb
Willy Bille lærte først sig selv malerkunsten, men blev siden elev af sin far Vilhelm Bille og studerede som  stipendiat fra 1928 ved Det Kongelige Danske Kunstakademi i København og i Paris.
Willy Bille's malerier, som var influeret af fransk impressionisme, blev vist på talrige udstillinger mellem 1912 og 1940, herunder femten gange på Charlottenborg . De befinder sig i dag på museer og i privateeje - både indenfor og udenfor Danmark. I 1925 fik Willy Bille Carlson Prisen for et portræt. I 1930 fik han Lis Jacobsens Æresbolig ved Vejle.
Carl Vilhelm Bille brugte navnet Willy for at undgå forveksling med sin far Vilhelm Bille og sin farfar Carl Bille – begge kendte malere.
Som signatur (monogram) brugte Willy Bille „WB“ eller „WBille“, med det højre strøg af W forenet med det venstre strøg af B.   